# Pteriidae
Pteriidae zijn een familie van tweekleppigen uit de orde Ostreida.

## Geslachten
- Crenatula Lamarck, 1803
- Electroma Stoliczka, 1871
- Isognomon Lightfoot, 1786
- Neopanis Beu, 2004 †
- Pinctada Röding, 1798
- Pteria Scopoli, 1777
- Vulsella Röding, 1798